# Fiscal (Spanyolország)
Fiscal egy község Spanyolországban, Huesca tartományban. Fiscal Boltaña, Sabiñánigo, Yebra de Basa, Broto és Fanlo községekkel határos. Lakosainak száma 379 fő (2024).

## Népesség
A település népessége az utóbbi években az alábbiak szerint változott:
| Lakosok száma | 236  | 282  | 300  | 330  | 318  | 369  | 338  | 330  | 344  | 379  |
|               | 2001 | 2004 | 2006 | 2009 | 2011 | 2014 | 2016 | 2019 | 2021 | 2024 |